# 태풍 독수리 (2012년)
태풍 독수리 (DOKSURI)는 2012년에 북서태평양에서 발생한 제6호 태풍이다. 독수리는 한국에서 제출한 태풍 이름으로 禿鷲(독수리)를 의미한다.

## 개요
2012년 제6호 태풍 독수리는 6월 26일 오후 9시에 중심기압 1004hPa, 최대풍속 18m/s, 강풍 반경 440km, 크기 '중형'의 열대폭풍(일본 기상청 태풍정보 기준)으로 필리핀 마닐라 동쪽 약 1,040km 부근 해상에서 발생하였다. 발생한 이후 계속 서북서진해서 필리핀 루손 섬 북쪽 해상을 지나고 6월 29일 오후 3시에는 홍콩 동남동쪽 약 240km 부근 해상에서 중심기압 992hPa, 최대풍속 21m/s, 강풍 반경 370km로 발달하였다.(일본 기상청 태풍정보 기준) 이후 계속 서북서진해서 홍콩 부근 육상에 상륙한 뒤 빠르게 약화되어 6월 30일 오전 9시에 홍콩서쪽 약 190km 부근 육상에서 중심기압 998hPa의 열대저압부로 소멸하였다.(일본 기상청 태풍정보 기준) 한국 기상청 태풍정보 기준으로는 6월 30일 오전 9시에 홍콩 서쪽 약 190km 부근 육상에서 중심기압 1000hPa의 열대저압부로 소멸하였다.

## 같이 보기
- 2012년 태풍